# 桓雄
桓雄（かんゆう、ファヌン）は、朝鮮の檀君神話に登場する神（または人物）。桓因（帝釈天、インドラ）の子であり、檀君の父である。

## 概要

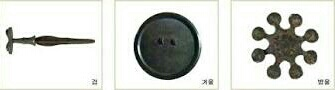
天符の三物

『三国遺事』によると、天帝桓因（インドラ）の子で、人間を広め増やそうとして、桓因（インドラ）から天符印を3個授かり、3千人を率いて今の妙香山（原文は太白山。白頭山とする説は誤り）の神壇樹（신단수、シンダンス）に降り立った。そのところを「神市」といい、桓雄を「桓雄天王」といった。風伯（풍백、プンベ）・雨師（우사、ウサ）・雲師（운사、ウンサ）といった、風の神・雨の神・雲の神が臣下として仕え、穀物・命・病気・刑罰・善悪など人間の360余りの事をつかさどり、世を治めた。洞窟にいた熊と虎が人間になりたいと訴え、ヨモギとニンニクを食べて、一定のあいだ蟄居（ちっきょ）しているように教えると、熊だけが女性の人間になることができた。そして人間となった熊女との間に檀君となる王倹を生んだ、という。
典型的な北方系の王権起源神話であり、元来は高句麗を経由して入ってきた夫余系の神話だったとみられている。日本の天孫降臨神話とも同類型である。虎と熊は所謂バナナ型神話であるが、インド・ヨーロッパ語族の神話の三機能体系がみられ、大林太良は、桓雄が第一機能（主権）、熊と虎が第二機能（戦闘）、熊が第三機能（豊穣）をあらわしているとした。また天符印も高句麗神話や日本神話等と共通する3つのレガリアであるが、これもスキタイ神話やケルト神話における三機能を象徴する王位の宝器と同様である。韓国の歴史学者である李栄薫は、「檀君神話は創作する過程において日本神話を借用しており、一面では対決した点とともに、多面では模倣した点がみられる」と指摘している。

## その他
- 金思燁によると、桓雄は古い発音では夫余の建国神話に登場する天神「解慕漱」（ヘモス）と同名で、同一の太陽神だったとみられる[7]。なお、井上秀雄は、夫余王・解夫婁の「解は太陽」を意味するとするが、伊藤英人は、「解」の中期朝鮮語の字音は「hʌiR」、「太陽」は中期朝鮮語では「hʌiH」であり、両者の音相は類似するが、「解」の音韻地位は「蟹摂蟹韻二等開口上声見母 佳買切」であるため、中期朝鮮語に引き寄せて「太陽」と解してよいかは慎重を期すべきである、と指摘している[8]。